# Pu der Bär

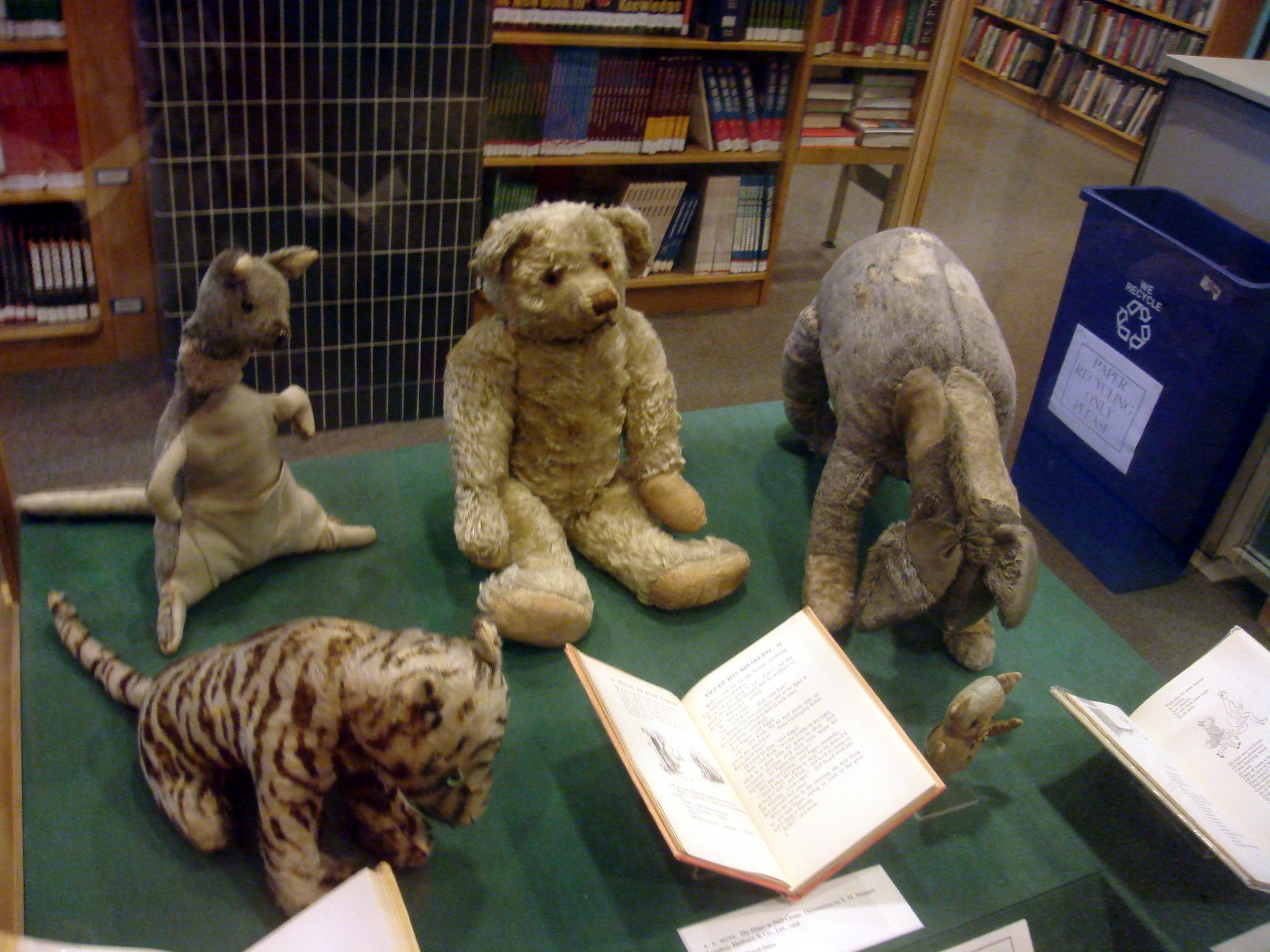
Original-Plüschtiere Tigger, Känga, Edward Bear (Pu), I-Aah und Ferkel

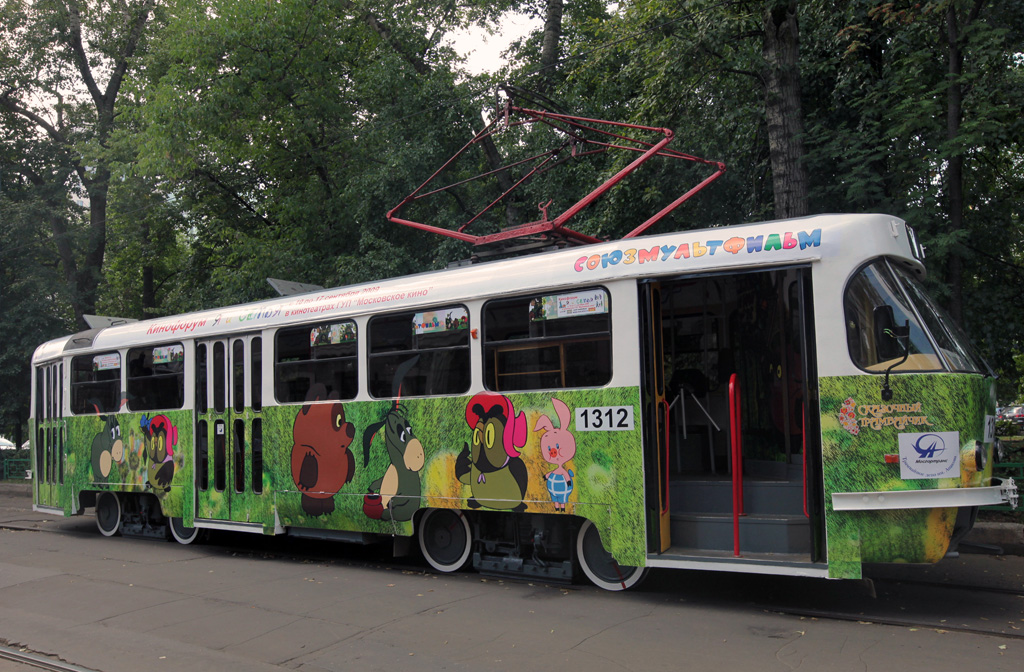
Straßenbahn in Moskau (2009) mit Figuren des sowjetischen Winnie-Puuh-Trickfilms von 1969

Pu der Bär (englisch Winnie-the-Pooh) ist der Name einer literarischen Figur und eines Kinderbuchs des Autors Alan Alexander Milne. Milne entwickelte die Figur – einen Bären „von sehr geringem Verstand“ –, zwischen den Jahren 1924 und 1926, basierend auf einem Stofftier seines Sohnes. Das am 14. Oktober 1926 bei Methuen & Co. Ltd. (London) mit Illustrationen von E. H. Shepard mit dem Titel Winnie-the-Pooh erschienene Buch war ein sofortiger Erfolg. Bereits Anfang der 1930er Jahre war Pu der Bär international bekannt. Die Markenrechte wurden 1961 an die Walt Disney Company verkauft, welche mit ihrer Adaption Winnie Puuh ein Franchise aufbaute.

## Publikationsgeschichte
Alle Werke Milnes, in denen Pu der Bär und seine Freunde auftreten, wurden durch die Stofftiere seines Sohnes Christopher Robin Milne (* 21. August 1920; † 20. April 1996) inspiriert. Milne war bereits für seinen Kriminalroman Das Geheimnis des roten Hauses und regelmäßige Texte im Satiremagazin Punch bekannt, als er sich entschloss, Kinderreime zu schreiben. In der Punch-Ausgabe vom 13. Februar 1924 erschien das Gedicht „Teddy Bear“ – der erste Auftritt des noch „Mr. Edward Bear“ genannten Bären, der noch ohne seine fiktive Umgebung auskam. Es folgte die Kurzgeschichte „The Wrong Sort of Bees“, abgedruckt ab 24. Dezember 1925 in der Londoner Zeitung The Evening News. Sie gilt als erster „offizieller“ Auftritt von Pu dem Bären und wurde von Milne als erstes Kapitel des Buches wiederverwendet.

### Pu der Bär (1926)
Das 1926 erschienene Buch Winnie-the-Pooh ist in zehn episodische Kapitel unterteilt, deren Handlung unabhängig voneinander ist. Im Mittelpunkt steht Winnie der Pu alias Pu der Bär – ein gutmütiger, etwas langsamer und vergesslicher Zeitgenosse –, der im Hundertsechzig-Morgen-Wald lebt, gern Honig nascht und kleine lustige Lieder singt:
Singt Ho! Der Bär soll leben! / Es ist mir egal, ob Schnee oder Regen, / Meine Nase riecht Honig auf allen Wegen! […] Singt Ho! Leben soll Pu! / Er braucht einen kleinen Mundvoll ab und zu! (Pu der Bär, Hamburg 1989, S. 111)
Pus bester Freund ist „Ferkel“ (englisch Piglet), ein ängstliches, niedliches Schweinchen. In und um den Hundertsechzig-Morgen-Wald leben außerdem:
- Die altkluge Eule „Oile“ oder „Eule“ (englisch Owl)
- Der depressive und schnell gelangweilte Esel „I-Aah“ (englisch Eeyore)
- Kaninchen (englisch Rabbit), ein Kaninchen mit harter Schale, aber ausgesprochen weichem Kern
- Die Kängurumutter „Känga“ (englisch Kanga) und ihr Junges „Klein-Ruh“ (englisch Roo) (stoßen in Kapitel 7 hinzu)
- Der kleine Junge „Christopher Robin“, der ursprüngliche Adressat der Geschichten (basierend auf Milnes Sohn Christopher Robin Milne)

### Pu baut ein Haus (1928)
Unter dem Eindruck des großen Erfolgs des ersten Buches drängte Milnes Herausgeber ihn, eine Fortsetzung zu schreiben. Diese kam unter dem Namen „Pu baut ein Haus“ (englisch The House at Pooh Corner) im Jahr 1928 auf den Markt. Von ihrem Vorgänger unterscheidet sie sich vor allem durch die Einführung der Figur „Tiger“ bzw. „Tieger“ (englisch Tigger), der ungestüm – aber harmlos – ist. Im sechsten Kapitel des Buches wird das Spiel „Pustöcke“ (englisch „Poohsticks“) erfunden, bei dem Spieler Stöcke von einer Brücke werfen, um zu beobachten, wessen Stock schneller auf der anderen Seite zum Vorschein kommt. Das Spiel wurde in den folgenden Jahrzehnten so populär, dass ein lokaler Rotary Club in Abingdon seit 1984 jährlich Poohsticks-Weltmeisterschaften mit über 500 Teilnehmern an der Themse ausrichtet.
Über das Buch verstreut häufen sich Hinweise, dass Christopher Robin älter wird. Diese kulminieren im letzten Kapitel, als die Einwohner des Hundertsechzig-Morgen-Waldes erfahren, dass der Junge sie bald verlassen wird. Das Buch endet mit einer Abschiedsfeier, bei der indirekt klar wird, dass der Schulinternatseintritt Christopher Robins bevorsteht und er seine frühe Kindheit hinter sich lässt.

### Weitere Werke und Übersetzungen
Vom selben Autor erschienen die Kindergedichtbände When we were very young (1924) und Now we are six (1927), die zum Teil auf demselben Figurenkosmos basieren. Alle vier Bände wurden von Ernest Shepard illustriert.
Die Geschichten um Pu wurden mit großem Erfolg in zahlreiche Sprachen übertragen; auf Deutsch, übersetzt von E. L. Schiffer, erschien Band 1 als Pu der Bär bereits 1928 im Verlag Williams & Co., Berlin, Band 2 als Wiedersehen mit Pu, übersetzt von Ursula Lehrburger erstmals im Verlag Dressler, Berlin 1954. 1987 erschien eine Neuübersetzung von Harry Rowohlt. Die beiden Gedichtbände wurden 1999 in einem gemeinsamen Band unter dem Titel Ich und Du, der Bär heißt Pu übersetzt.
2009 erschien ein von David Benedictus verfasster Folgeband mit dem Titel Return to the Hundred Acre Wood, der von A. A. Milnes Nachlassstiftung autorisiert ist. Er wurde von Harry Rowohlt ins Deutsche übersetzt und erschien als Pu der Bär – Rückkehr in den Hundertsechzig-Morgen-Wald beim Dressler Verlag. Die Fortsetzungsrechte liegen bei der Stiftung.

## Namensgebung der Figur

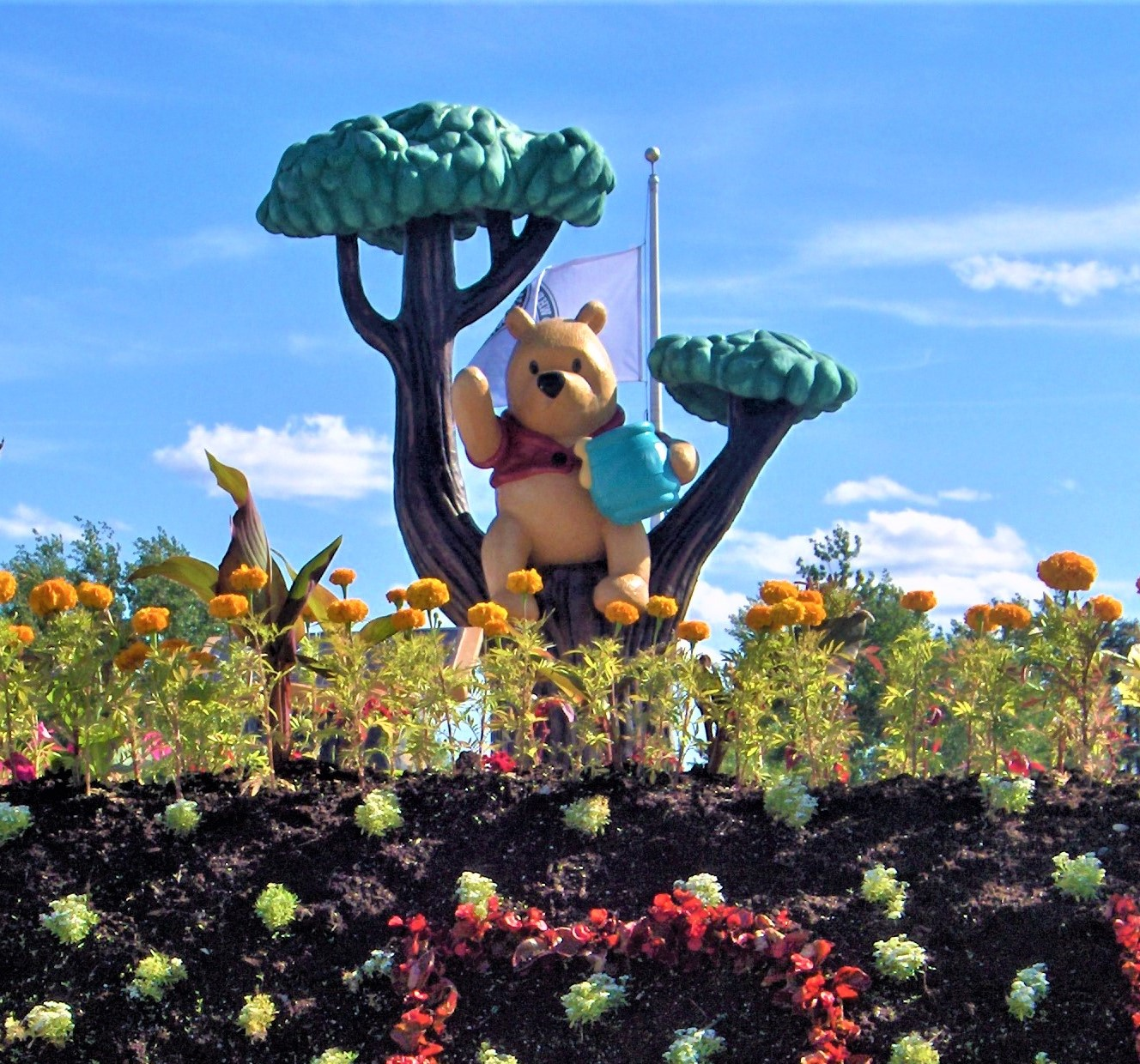
Pu der Bär – White River (Ontario)

Der Autor A.A. Milne benannte den Bären nach einem Teddy seines Sohnes Christopher Robin Milne. Dieser nannte seinen Teddy Winnie-the-Pooh (was in der deutschen Version des Kinderbuches mit Pu der Bär übersetzt wird, in späteren filmischen Adaptionen durch Disney mit Winnie Puuh). In Milnes Kinderbuch Winnie-the-Pooh werden für den Namen und seine Bestandteile Winnie und Pooh verschiedene Erklärungen angegeben.
In der Einleitung zu Winnie-the-Pooh schreibt Milne, dass der Teddy eigentlich Edward Bear heiße, aber einen aufregenderen Namen für sich selbst wollte. Christopher Robin schlägt daraufhin Winnie-the-Pooh vor. Der zweite Namensbestandteil, Pooh, wird von Milne in der Einleitung zunächst auf einen Schwan zurückgeführt, den Christopher Robin einmal gehabt haben soll:

“If you happen to have read another book about Christopher Robin, you may remember that he once had a swan (or the swan had Christopher Robin, I don't know which) and that he used to call this swan Pooh. That was a long time ago, and when we said good-bye, we took the name with us, as we didn't think the swan would want it any more. Well, when Edward Bear said that he would like an exciting name all to himself, Christopher Robin said at once, without stopping to think, that he was Winnie-the-Pooh. And he was.”

„Falls Du zufällig schon ein anderes Buch über Christopher Robin gelesen hast, erinnerst du dich vielleicht daran, dass er einmal einen Schwan hatte (oder der Schwan hatte Christopher Robin, ich weiß nicht, welches von beiden) und dass er diesen Schwan Pu nannte. Das war vor langer Zeit und als wir uns verabschiedeten, haben wir den Namen mitgenommen, weil wir nicht glaubten, dass der Schwan ihn noch wollte. Tja, als nun Eduard Bär sagte, er hätte gern einen aufregenden Namen ganz für sich allein, erwiderte Christopher Robin sofort ohne nachzudenken, er sei Winnie-der-Pu. Und das war er dann eben.“

Eine der ersten Episoden im Buch liefert für den Namensbestandteil Pooh noch eine alternative Erklärung: Der honigversessene Pu schwebt mit einem Luftballon zu einem Baumwipfel, der einen Bienenstock beherbergt. Um dem Bienenvolk vorzutäuschen, er sei ein schwarzes Wölkchen vor blauem Himmel, hat er sich in Dreck gewälzt und einen leuchtend blauen Ballon gewählt. Der Plan schlägt fehl. Es ist windstill und Pu kommt nicht an das Nest heran. Christopher Robin muss ihn befreien, indem er in den Ballon mit einem Korkengewehr ein kleines Loch schießt. Durch die Anstrengung, am Ballonfaden festzuhalten, sind die Arme des Bären so steif geworden, dass er sie über eine Woche nicht nach unten bewegen kann. Mit hochgestreckten Extremitäten kann sich der lädierte Bär frecher Fliegen, die sich auf seine Nase setzen, aber nur erwehren, indem er sie fortbläst. Daher rühre das „Pooh“ (zu Deutsch „Pu“), vermutet der Erzähler.
Der erste Namensbestandteil, Winnie, geht auf eine Schwarzbärin zurück, die Christopher Robin im Londoner Zoo gesehen habe und die Winnie hieß. Milne erwähnt in der Einleitung nur kurz einen Bären im Zoo und fügt hinzu, dass Christopher Robin sich mit diesem Bären angefreundet habe. In anderen Quellen gibt es zu der Bärin noch eine ausführlichere Hintergrundgeschichte:
Im August 1914 reiste Leutnant Harry Colebourn, ein Veterinäroffizier des in der kanadischen Provinz Manitoba stationierten 34. Kavallerieregiments „Fort Garry Horse“, per Bahn von zu Hause in Winnipeg nach Valcartier, Québec, um sich dort im Veterinärkorps der kanadischen Armee einzuschreiben. In White River, Ontario, musste er in einen anderen Zug der Canadian Pacific Railway umsteigen. Auf dem Bahnsteig fiel Colebourn ein Mann auf, der ein weibliches Schwarzbär-Junges an die Armlehne der Bank gebunden hatte, auf der er saß. Der Veterinäroffizier begann ein Gespräch und erfuhr, dass es sich um einen Trapper handelte, der die Mutter des Bärenwelpen gejagt und erschossen hatte. Colebourn bot ihm 20 Dollar für den jungen Bären an. Der Trapper akzeptierte sofort den hohen Betrag, und so landete der Schwarzbär in Québec, wo er zum Maskottchen der Zweiten Kanadischen Infanteriebrigade avancierte.
Im Dezember 1914 bereitete sich die Zweite Infanteriebrigade in größtmöglicher Heimlichkeit darauf vor, nach Frankreich abzurücken. Colebourn entschied, dass es Tierquälerei sei, die junge Bärin mit aufs Schlachtfeld zu nehmen. Daher besuchte er am 9. Dezember 1914 den Londoner Zoo im Regent’s Park und bat darum, man möge sich bis zu seiner Rückkehr um die Schwarzbärin kümmern. Seine Ankündigung, das würde nicht länger als zwei Wochen dauern, stellte sich als zu optimistisch heraus. 1918 tauchte Colebourn jedoch tatsächlich wieder wohlbehalten in London auf. Als er sah, dass sich die erwachsene Bärin, die längst eine Publikumsattraktion des Tiergartens geworden war, in ihrem Heim wohlfühlte, beschloss er, sie im Londoner Zoo zu lassen. Wärter und Besucher nannten sie inzwischen liebevoll Winnie, da ihr kanadischer Besitzer aus Winnipeg stammte.
Harry Colebourn besuchte „Winnie“ in den folgenden Jahren viele Male, um die „Bärenfreundschaft“ aufzufrischen. Am 12. Mai 1934 starb Winnie friedlich. 1921 war Harry Colebourn, nun im Rang eines Majors, zu seiner alten Einheit, der „Fort Garry Horse“, nach Kanada zurückgekehrt, um Tiere medizinisch zu betreuen. Später praktizierte er auch noch im Zivilleben als Veterinärarzt bis zu seinem Tod im Jahre 1947.
1924 lernte der vierjährige Christopher Robin Milne die Amerikanische Schwarzbärin „Winnie“ im Londoner Zoo kennen. An seinem ersten Geburtstag hatte Christopher Robin einen Teddybären der Marke „Alpha Farnell“ aus dem Kaufhaus Harrods als Geschenk erhalten, und bei der Namensgebung ließ sich Christopher Robin wohl auch durch die Schwarzbärin inspirieren.
Warum ein ursprünglich männlich interpretiertes Stofftier einen weiblichen Namen bekam (Winnie ist die Kurzform für Winifred, ein englischer Frauenname), erklärt der Erzähler im ersten Kapitel des Buches: Christopher Robin sagt auf Nachfrage, der Name des Plüschbärs sei doch Winnie-ther-Pooh und es sei doch klar, was ther bedeute. Der Erzähler lässt es bei dieser Erklärung.

## Adaptionen
Von 1966 bis 1983 wurde die Buchvorlage fünfmal von der Walt Disney Company für 25-minütige Zeichentrickfilme bearbeitet sowie von 1969 bis 1972 dreimal vom russischen Animationsfilmer Fjodor Chitruk.
In den 1980er Jahren folgte die erfolgreiche Disney-Serie Neue Abenteuer mit Winnie Puuh, die vier Staffeln mit insgesamt 52 Folgen umfasst. Drei weitere Adaptionen des Stoffs produzierte Disney in den letzten Jahren in Spielfilmlänge für das Kino: Tiggers großes Abenteuer (englisch The Tigger Movie, 2000), Ferkels großes Abenteuer (englisch Piglet's Big Movie, 2003), dessen Drehbuch am engsten an die literarische Vorlage anknüpft, und Heffalump – Ein neuer Freund für Winnie Puuh (englisch Pooh's Heffalump Movie, 2005).
Das heutige weltweite Pu-Bild ist zu großen Teilen vom Disney-Merchandising geprägt, das mit seinen Comics, Stofftieren und anderen Artikeln die ursprünglichen Illustrationen von Shepard nicht berücksichtigt.

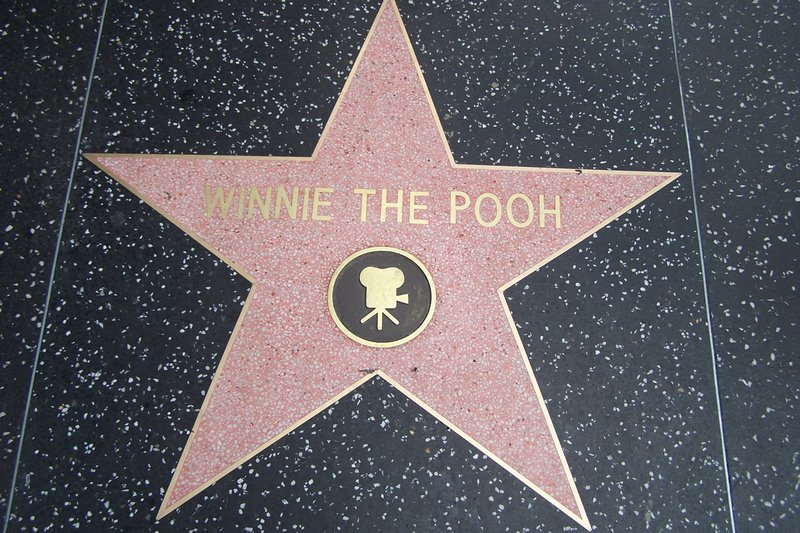
Stern auf dem Hollywood Walk of Fame

## Denkmäler

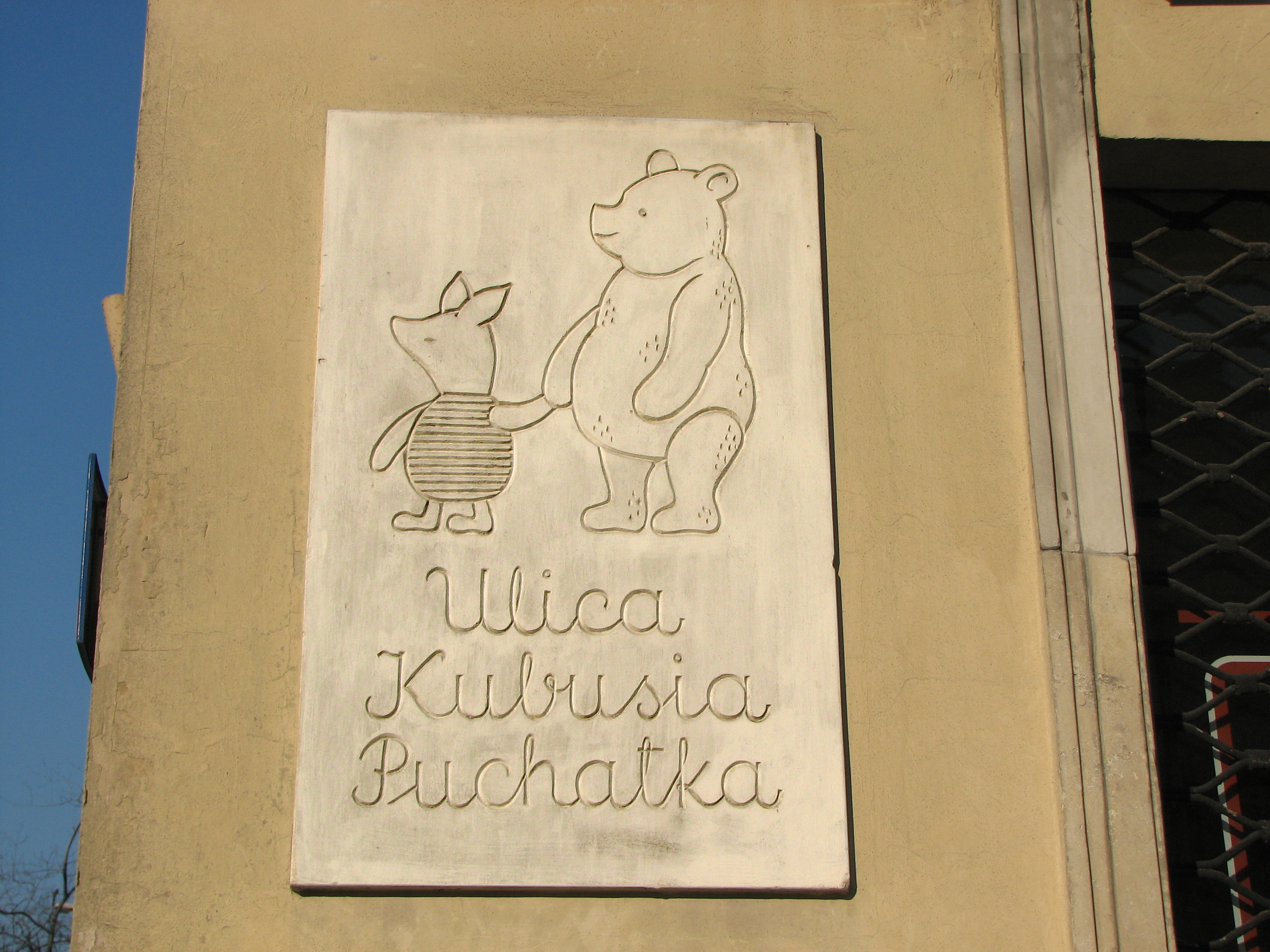
Pu-der-Bär-Straße in Warschau

„Pilgerstätte“ der Winnie-Pooh-Fans ist heute der Tiergarten im Londoner Regent’s Park. Im September 1981 enthüllte Christopher Robin Milne eine lebensgroße Bronze-Skulptur von Winnie im London Zoo, die die Bildhauerin Lorne McKean aus Hindhead, Surrey, geschaffen hatte. Und 1999 – Christopher Milne lebte bereits seit drei Jahren nicht mehr – besuchte eine Abordnung von Offizieren und Soldaten der 34. Fort Garry Horse den Londoner Zoo, um eine Bronzeplastik von Billy Epp einzuweihen, die Leutnant Harry Colebourn und Babybär Winnie darstellt. Eine Kopie dieses Denkmals befindet sich auch im Zoo von Winnipeg, Kanada.
Am 11. April 2006 wurde Pu der Bär anlässlich des 80. Buchjubiläums mit einem Stern auf dem Hollywood Walk of Fame geehrt.
Die ersten Skizzen von Winnie Pooh sind heute im Trinity College in Cambridge (England), dem College, das Milne besuchte, in der Bibliothek zu besichtigen. Die Original-Plüschtiere Christopher Milnes befinden sich in der New York Public Library.
In Warschau trägt eine Straße den Namen ulica Kubusia Puchatka (Pu-der-Bär-Straße), und unter dem Straßennamen sind Pu und Ferkel nach Originalzeichnungen Ernest Shepards abgebildet. Ebenfalls in Polen in der Stadt Kwidzyn (dt.: Marienwerder) gibt es im sogenannten „Märchen-Viertel“ (Bajkowe) eine ulica Kubusia Puchatka.

### Buchausgaben (übersetzter Originaltext)
- Pu der Bär – Pu baut ein Haus: Gesamtausgabe zum 80. Geburtstag. Mit Illustrationen von Ernest H. Shepard. Aus dem Englischen von Harry Rowohlt. Dressler, Hamburg 2006. Gebunden, 327 S., 22 cm, ISBN 3-7915-1320-6.
- Pu der Bär: Gesamtausgabe. Mit Illustrationen von Ernest H. Shepard. Aus dem Englischen von Harry Rowohlt. Dressler, Hamburg 2003. Gebunden, 327 S., 22 cm, ISBN 3-7915-1324-9.
- Pu der Bär. Illustriert von Ernest H. Shepard. Aus dem Englischen von Harry Rowohlt. Dressler, 1999. Pappband, 158 S., 20 cm. (Dressler Klassiker), ISBN 3-7915-3574-9.
- Pu baut ein Haus. Illustriert von Ernest H. Shepard. Aus dem Englischen von Harry Rowohlt. Dressler, Hamburg 1999. Pappband, 176 S., 20 cm, (Dressler Klassiker), ISBN 3-7915-3575-7.
- Pu der Bär. Mit farbigen Illustrationen von Ernest H. Shepard. Aus dem Englischen von Harry Rowohlt. Dressler, Hamburg 1998. Pappband, 156 S., 24 cm, ISBN 3-7915-1326-5.
- Post von Pu aus dem Hundertsechzig-Morgen-Wald. Mit Illustrationen von Ernest H. Shepard. Aus dem Englischen von Harry Rowohlt u. Renate Reichstein. Dressler, Hamburg 2000. Pappband, 56 S., 19 cm, ISBN 3-7915-1329-X.
- Ich und du, der Bär heißt Pu. Mit Illustrationen von Ernest H. Shepard. Aus dem Englischen von Christa Schuenke. [Die Zeichnungen wurden von Mark Burgess koloriert]. Sanssouci, Zürich 1999. Gebunden, 172 S., 24 cm, ISBN 3-7254-1148-4.
- Alan Alexander Milne: Winnie-the-Pooh. Hrsg. von Barbara Rojahn-Deyk (Nachdruck). Reclam, Stuttgart 2004 (= Universal-Bibliothek. Nr. 9231: Fremdsprachentexte), ISBN 3-15-009231-0 (englisch, 180 Seiten).

### Buchausgaben Folgebände (übersetzter Text, nicht von A. A. Milne)
- Benedictus, David: Pu der Bär. Rückkehr in den Hundertsechzig-Morgen-Wald / D. Benedictus. Illustrationen von Mark Burgess im Stil von E. H. Shepard. - Aus dem Engl. von Harry Rowohlt. Hamburg: Dressler, 2009 - Gebunden, 208 S. - ISBN 978-3-7915-2679-9

### Mundartliche Buchausgaben
- Äs Winnie Bärla Puh. Fränkisch vom Hartmut Press. Hartmut Press. Hrsg. von Walter Sauer. - Nidderau: Verlag M. Naumann, 2001. - Gebunden, 160 S. - ISBN 3-933575-63-X
- Es Puh-Bärsche Winnie: Hessisch Ausm Englische ins Hessische iwwersetzt von Walter Sauer. - Nidderau: Michaela Naumann, 2001. - Gebunden, 160 S., ISBN 3-933575-61-3
- De lütte Puh-Boor Winnie. Plattdüütsch vun Arnd Immo Richter. Arnd I. Richter. Hrsg. von Walter Sauer. - Nidderau: Verlag M. Naumann, 2001. - Gebunden, 160 S. - ISBN 3-933575-62-1
- De lütte Puh-Boor Winnie. Ut’t Ingelsche noh Plattdüütsch överdragen vun Arnd Immo Richter mit de Biller vun E. H. Shepard. - Verlag Vitolibro, 2017.  - ISBN 978-3-86940-036-5
- S Puh-Bärle Winnie. Pfälzisch von Walter Sauer. - Nidderau: Verlag M. Naumann, 2001. - Gebunden, 160 S. - ISBN 3-933575-60-5
- Winni-Pu mat Zeechnunge vum E.H. Shepard. Lëtzebuergesch vum Henry Wickens. Hrsg. Robert Gollo Steffen. 2. Oplo. - Esch/Sauer, Op der Lay 521, 2001. Gebunden, 176 S. [1. Auflage: (1-1000) Mee 2000]. ISBN 978-2-87967-076-8 (L)
- D’Haus um Pu-Eck mat Zeechnunge vum E.H. Shepard. Lëtzebuergesch vum Henry Wickens. Hrsg. Robert Gollo Steffen. 1. Auflage. - Esch/Sauer, Op der Lay 521, 2000. Gebunden, 192 S. ISBN 978-2-87967-081-2 (L)

### Ältere und fremdsprachliche Buchausgaben
- Winnie ille Pu / Ins Lateinische übersetzt von Alexander Lenard. - London: Methuen & Co. Ltd., 1960. / Autorisierte Lizenzausgabe für Deutschland, Österreich und die Schweiz: Stuttgart: Henry Goverts Verlag GmbH, 1962

### Hörbücher
- Pu der Bär / Übersetzt u. vorgelesen v. Harry Rowohlt. - Zürich: Kein & Aber, 2001. - ISBN 3-906547-58-2. - 6 Audio-CD. - Gesamtlaufzeit 6 Std. 16 Min
- Pu der Bär / Übersetzt u. vorgelesen v. Harry Rowohlt. - Zürich: Kein & Aber, 1999. - ISBN 3-906547-66-3. - 6 Toncassetten. - Gesamtlaufzeit 6 Std. 16 Min
- Dr Pu und es paar Biindli / Schweizerdeutsche Mundartfassung von Katharina Blarer nach der Übers. von Harry Rowohlt. Vorgelesen von Urs Widmer. - Spieldauer 52 Min. - (Anm.: Teil 1 der auf 6 Teile geplanten Reihe). - als Audio-CD: ISBN 3-0369-1300-9. - als Toncassette: ISBN 3-0369-1301-7
- S Ferkel trifft es Heffalump / Schweizerdeutsche Mundartfassung von Katharina Blarer nach der Übers. von Harry Rowohlt. Vorgelesen von Urs Widmer. - Spieldauer 66 Min. - (Anm.: Teil 2 der auf 6 Teile geplanten Reihe). - als Audio-CD: ISBN 3-0369-1302-5. - als Toncassette: ISBN 3-0369-1303-3
- Winnie-The-Pooh: Lesung. - Produktion: BBC 1926. - Sprecher: Bernhard Cribbins. - Audio-CD. - Laufzeit ca. 65 Min. - München: DHV - Der Hörverlag, 2005. - ISBN 3-89940-489-0
- Winnie-The-Pooh: The Collection. - 4 Audio-CDs. - London: BBC Worldwide, 2002. - (BBC Radio Collection). - ISBN 0-563-52830-3
- All the Pooh Stories. - 4 Toncassetten. - London: BBC Worldwide, 2002. - ISBN 1-85549-315-2

### Ratgeber
- Allen, Roger E.: Pu in Nadelstreifen: bärenstarkes Management / Roger E. Allen. Aus dem Amerikanischen von Ulrike Wasel und Klaus Timmermann. - Hamburg: Hoffmann und Campe, 1999. - Pappbind., 204 S., 17 cm. - ISBN 3-455-11136-X
- Allen, Roger E.: Pu it yourself: wie sich Probleme bärenmäßig lösen lassen. Aus dem Amerikanischen von Ulrike Wasel and Klaus Timmermann. - 1. Aufl. - Hamburg: Hoffmann und Campe, 2000. - Pappbind., 221 S., 17 cm. - ISBN 3-455-11138-6
- Hoff, Benjamin: Tao Te Puh: Das Buch vom Tao und von Puh dem Bären / Benjamin Hoff, übersetzt von Erika Ifang - Essen: Synthesis Verlag, 1984 - Pappbind., 144 S., - ISBN 3-922026-30-3
- Milne, Alan Alexander: Pu der Bär oder wie man das Leben meistert. Mit Illustrationen von Ernest H. Shepard. - Aus dem Englischen von Ulrike Wasel u. Klaus Timmermann. - Hamburg: Dressler, 1998. - Gebunden, 84 S., 13 cm - ISBN 3-7915-1311-7
- Milne, Alan Alexander: Pu der Bär oder wie man ewig jung bleibt. Mit Illustrationen von Ernest H. Shepard. - Aus dem Englischen von Ulrike Wasel u. Klaus Timmermann. - Hamburg: Dressler, 1998. - Gebunden, 84 S., 13 cm. - ISBN 3-7915-1312-5
- Milne, Alan Alexander: Pu der Bär oder wie man in guter Gesellschaft bleibt. Mit Illustrationen von Ernest H. Shepard. - Text von Melissa Dorfman France. - Aus dem Englischen von Ulrike Wasel u. Klaus Timmermann. - Hamburg: Dressler, 1998. - Gebunden, 84 S., 13 cm. - ISBN 3-7915-1313-3
- Milne, Alan Alexander: Pu der Bär oder wie man mit Feng-Shui Harmonie ins Leben bringt.  Mit Illustrationen von Ernest H. Shepard. - Aus dem Englischen von Ulrike Wasel u. Klaus Timmermann. - Hamburg: Dressler, 2001. - Gebunden, 94 S., 13 cm. - ISBN 3-7915-1334-6
- Milne, Alan Alexander: Pu der Bär oder wie man Stress vermeidet. Mit Illustrationen von Ernest H. Shepard. - Aus dem Englischen von Ulrike Wasel u. Klaus Timmermann. - Hamburg: Dressler, 2001. - Gebunden, 87 S., 13 cm. - ISBN 3-7915-1333-8
- Milne, Alan Alexander: Pu der Bär und I-Ah oder wie man Trübsal bläst. Mit Illustrationen von Ernest H. Shepard. - Aus dem Englischen von Ulrike Wasel u. Klaus Timmermann. - Hamburg: Dressler, 1998. - Gebunden, 84 S., 13 cm. - ISBN 3-7915-1314-1
- Milne, Alan Alexander: Pu der Bär und I-Ah oder wie man wahre Freunde gewinnt. Mit Illustrationen von Ernest H. Shepard. - Aus dem Englischen von Ulrike Wasel u. Klaus Timmermann. - Hamburg: Dressler, 2001. - Gebunden, 96 S., 13 cm. - ISBN 3-7915-1335-4
- Milne, Alan Alexander: Pu der Bär und Tieger oder wie man Karriere macht. Mit Illustrationen von Ernest H. Shepard. - Aus dem Englischen von Ulrike Wasel u. Klaus Timmermann. - Hamburg: Dressler, 2001. - Gebunden, 94 S., 13 cm. - ISBN 3-7915-1336-2
- Mordden, Ethan: Fit mit Pu: des starken Bären natürlicher Weg zur Schönheit und Kraft. Aus dem Englischen von Ulrike Wasel und Klaus Timmermann. - 1. Aufl. - Hamburg: Hoffmann u. Campe, 1997. - Pappbind., 222 S. m. Illustrationen. - ISBN 3-455-11135-1 - EUR 14,95
- Tyerman Williams, John: Bei Pu auf der Couch: Bärenschlaue Psychologie. Aus dem Englischen von Ulrike Wasel und Klaus Timmermann. - 1. Aufl. - Hamburg: Hoffmann und Campe, 2004. - Pappbind., 269 S., 17 cm - ISBN 3-455-09420-1
- Tyerman Williams, John: Die Prophezeiungen des Pudradamus: der esoterische Bär und die Weltmysterien. – Dt. Taschenbuch-Verlag, München 2000. - kartoniert, 312 S., 20 cm. (dtv; 20358) - ISBN 3-423-20358-7

### Kritik
- Roswitha Budeus–Budde: Ein Gedicht und ein Gesumm (Besprechung der Ausgabe in der Jungen Bibliothek der Süddeutschen Zeitung)[10]

## Film und Fernsehen

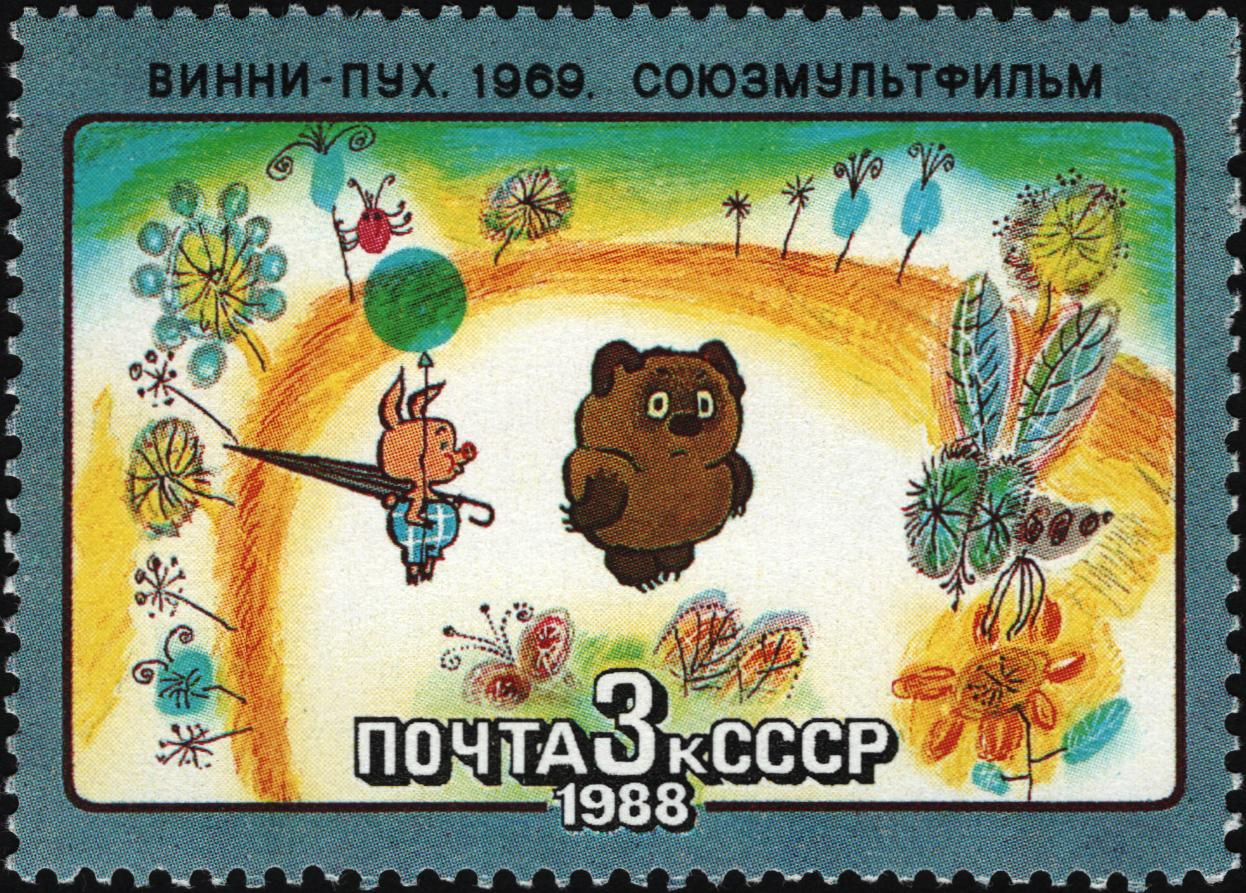
Sowjetische Version auf einer Briefmarke

Von dem sowjetischen Animationsfilmstudio Sojusmultfilm stammt die Trickfilmserie „Winni Puch“ (Винни Пух). Die Titelrolle synchronisierte der berühmte Schauspieler Jewgeni Leonow. Da die Moskauer Produzenten nicht die Rechte erworben hatten, protestierten die Erben von A. A. Milne gegen die Produktion. Sie wurde daher nach drei Folgen eingestellt:
- Винни-Пух (Winnie Pooh, 1969)
- Винни-Пух идёт в гости (Winni Puch idjot w gosti / Pu der Bär macht einen Besuch, 1971)
- Винни-Пух и день забот (Winni Puch i djen sabot / Pu der Bär und der Tag der Sorgen, 1972)

Die Filme wurden von Artem Zolotarov deutsch synchronisiert.
Von den Walt-Disney-Studios wurden bisher fünf Abenteuer der Freunde aus dem Hundert-Morgen-Wald verfilmt:
- Die vielen Abenteuer von Winnie Puuh (1977)
- Tiggers großes Abenteuer (2000)
- Ferkels großes Abenteuer (2003)
- Heffalump – Ein neuer Freund für Winnie Puuh (2005)
- Winnie Puuh (2011)

Darüber hinaus veröffentlichte Disney fünf Direct-to-DVD-Produktionen:
- Winnie Puuh auf großer Reise (1997)
- Winnie Puuh – Lustige Jahreszeiten im Hundertmorgenwald (1999)
- Winnie Puuh – Honigsüße Weihnachtszeit (2002)
- Winnie Puuh – Spaß im Frühling (2004)
- Winnie Puuhs Gruselspaß mit Heffalump (2005)

Außerdem wurde zwischen 1988 und 1991 die Zeichentrickserie Neue Abenteuer mit Winnie Puuh sowie in den Jahren 2001 und 2002 die Fernsehserie Winnie Puuh’s Bilderbuch produziert.
Im Jahr 2007 wurde die Disney-Serie Meine Freunde Tigger und Puuh (englisch My Friends Tigger & Pooh) produziert, für die die Synchronsprecherin Chloe Moretz für die Vertonung der Figur Darby (US-Fassung) eine Nominierung für den Young Artist Award 2008 bekam. Kurzzeitig erschien zudem auch eine Art Realverfilmung mit Kostümen, welche auf Super RTL lief.
Ab 2009 wurde von den Walt-Disney-Studios der Zeichentrickfilm Winnie the Pooh produziert, der Sommer 2011 erschien.
2018 erschien der Realfilm Christopher Robin, der die Geschichte des inzwischen erwachsenen Christopher Robin erzählt. Eine Adaption als Horrorfilm wurde 2023 unter dem Titel Winnie the Pooh: Blood and Honey veröffentlicht; die Fortsetzung Winnie the Pooh: Blood and Honey 2 erschien im Folgejahr.
Der unter dem Einfluss der Regierung stehende türkische Fernsehsender TRT entfernte Winnie the Pooh im Jahr 2006 aus dem Programm, weil das in der Serie vorkommende Schwein (Ferkel/Piglet) im Islam ein „unreines Tier“ sei, und sein Anblick die religiösen Gefühle der Zuseher verletze. Das bloße Entfernen von Ferkel aus den Filmen durch Videoschnitt sei nicht möglich gewesen, weil es zu oft vorkomme.

## Hörspielserie
Im Jahre 1979 produzierte Radio Bremen eine neunteilige Hörspielserie, die 1980 erstmals gesendet wurde. Für Bearbeitung (Wort), Komposition und Regie zeichnete Charlotte Niemann verantwortlich.
Die Sprecher waren:
- Horst Breiter: Pu Bär
- Sabine Postel: Ferkel
- Manfred Böll: Kaninchen
- Aljoscha Flohr: Christoph Robin
- Ulrich von Bock: Erzähler
- Evelyn Hamann: Eule
- Susanne Eggers: Känga
- Katharina von Bock: Klein Ruh
- Günter Lampe: Iaah
- Jens Scholkmann: Tiger/Iaah

- Pu der Bär (1. Teil: Pu macht einen Besuch – Pu und Ferkel auf der Jagd); Erstsendung: 20. Januar 1980 | 27'10  Minuten
- Pu der Bär (2. Teil: Iaah verliert seinen Schwanz – Iaah hat Geburtstag); Erstsendung: 27. Januar 1980 | 28'55 Minuten
- Pu der Bär (3. Teil); Erstsendung: 2. März 1980 | 25'55 Minuten
- Pu der Bär (4. Teil); Erstsendung: 10. Februar 1980 | 29'00 Minuten
- Pu der Bär (5. Teil); Erstsendung: 17. Februar 1980 | 29'25 Minuten
- Pu der Bär (6. Teil); Erstsendung: 24. Februar 1980 | 28'51 Minuten
- Pu der Bär (7. Teil); Erstsendung: 2. März 1980 | 26'40 Minuten
- Pu der Bär (8. Teil); Erstsendung: 9. März 1980 | 25'25 Minuten
- Pu der Bär (9. Teil); Erstsendung: 16. März 1980 | 28'10 Minuten

Veröffentlichung: CD-Edition: Der Hörverlag 2013

## Trivia
Weil Xi Jinping eine Ähnlichkeit mit Pu dem Bären nachgesagt wird, werden der Begriff und das Bild von Winnie Puuh in China zensiert und der Film verboten. Trotzdem oder deshalb wird die Comicfigur regelmäßig genutzt, um Xi Jinping zu karikieren. So erreichte ein taiwanischer Luftwaffenpilot mit einem entsprechenden Ärmelaufnäher weltweite Aufmerksamkeit. Auf diesem verpasst ein Taiwanischer Schwarzbär Pu dem Bären einen Faustschlag ins Gesicht. In dieser Darstellung isst Pu aus einem Honigtopf, auf welchem die fünf Sterne der chinesischen Roten Fahne abgebildet sind. Der Schwarzbär hält in seiner linken Hand die seit 1949 nur auf Taiwan benutzte Flagge der Republik China.